# Lokalbahn Siebenbrunn–Engelhartstetten
| |                      |                          |                          |
| Streckennummer: | 188 01 / 189 01      |                          |                          |
| Spurweite: | 1435 mm (Normalspur) |                          |                          |
| Maximale Neigung: | 6 ‰                  |                          |                          |
| Minimaler Radius: | 179 m                |                          |                          |
| Streckengeschwindigkeit: | 60 km/h              |                          |                          |
| |                      |                          |                          |
| \| \| \| von Marchegg \| \| \| \| 0,098 \| Siebenbrunn-Leopoldsdorf \| Siebenbrunn-Leopoldsdorf \| \| \| \| nach Wien \| \| \| \| \| Rußbach \| \| \| \| 2,940 \| EK L 6 \| EK L 6 \| \| \| 4,200 \| Leopoldsdorf \| Leopoldsdorf \| \| \| 4,243 \| EK L 5 \| EK L 5 \| \| \| 4,519 \| EK L 3009 \| EK L 3009 \| \| \| 7,090 \| EK L 3011 \| EK L 3011 \| \| \| 7,5510,000 \| Breitstetten \| Breitstetten \| \| \| \| \| \| \| \| 5,730 \| Orth an der Donau \| Orth an der Donau \| \| \| 7,834 \| EK L 3009 \| EK L 3009 \| \| \| 10,500 \| Straudorf \| Straudorf \| \| \| 10,545 \| EK L 3009 \| EK L 3009 \| \| \| 13,316 \| Haringsee \| Haringsee \| \| \| 13,462 \| EK L 3007 \| EK L 3007 \| \| \| 16,391 \| Anschlussgleis Lagerhaus \| Anschlussgleis Lagerhaus \| \| \| 16,806 \| Kopfstetten-Eckartsau \| Kopfstetten-Eckartsau \| \| \| 18,175 \| EK B 3 \| EK B 3 \| \| \| 19,228 \| EK L 4 \| EK L 4 \| \| \| 19,904 \| EK L 4 \| EK L 4 \| \| \| 19,312 \| Loimersdorf \| Loimersdorf \| \| \| 22,206 \| Engelhartstetten \| Engelhartstetten \| |                      |                          |                          |
| Strecke |                      | von Marchegg             | von Marchegg             |
| Bahnhof | 0,098                | Siebenbrunn-Leopoldsdorf | Siebenbrunn-Leopoldsdorf |
| Abzweig ehemals geradeaus und nach rechts |                      | nach Wien                | nach Wien                |
| Brücke über Wasserlauf (Strecke außer Betrieb) |                      | Rußbach                  | Rußbach                  |
| Bahnübergang (Strecke außer Betrieb) | 2,940                | EK L 6                   | EK L 6                   |
| Haltepunkt / Haltestelle (Strecke außer Betrieb) | 4,200                | Leopoldsdorf             | Leopoldsdorf             |
| Bahnübergang (Strecke außer Betrieb) | 4,243                | EK L 5                   | EK L 5                   |
| Bahnübergang (Strecke außer Betrieb) | 4,519                | EK L 3009                | EK L 3009                |
| Bahnübergang (Strecke außer Betrieb) | 7,090                | EK L 3011                | EK L 3011                |
| Bahnhof (Strecke außer Betrieb) | 7,5510,000           | Breitstetten             | Breitstetten             |
| Verschwenkung von links (Strecke außer Betrieb) · Verschwenkung von rechts (Strecke außer Betrieb) |                      |                          |                          |
| Kopfbahnhof Streckenende (Strecke außer Betrieb) · Strecke (außer Betrieb) | 5,730                | Orth an der Donau        | Orth an der Donau        |
| Bahnübergang (Strecke außer Betrieb) | 7,834                | EK L 3009                | EK L 3009                |
| Haltepunkt / Haltestelle (Strecke außer Betrieb) | 10,500               | Straudorf                | Straudorf                |
| Bahnübergang (Strecke außer Betrieb) | 10,545               | EK L 3009                | EK L 3009                |
| Haltepunkt / Haltestelle (Strecke außer Betrieb) | 13,316               | Haringsee                | Haringsee                |
| Bahnübergang (Strecke außer Betrieb) | 13,462               | EK L 3007                | EK L 3007                |
| Abzweig geradeaus und nach links (Strecke außer Betrieb) | 16,391               | Anschlussgleis Lagerhaus | Anschlussgleis Lagerhaus |
| Haltepunkt / Haltestelle (Strecke außer Betrieb) | 16,806               | Kopfstetten-Eckartsau    | Kopfstetten-Eckartsau    |
| Bahnübergang (Strecke außer Betrieb) | 18,175               | EK B 3                   | EK B 3                   |
| Bahnübergang (Strecke außer Betrieb) | 19,228               | EK L 4                   | EK L 4                   |
| Bahnübergang (Strecke außer Betrieb) | 19,904               | EK L 4                   | EK L 4                   |
| Haltepunkt / Haltestelle (Strecke außer Betrieb) | 19,312               | Loimersdorf              | Loimersdorf              |
| Kopfbahnhof Streckenende (Strecke außer Betrieb) | 22,206               | Engelhartstetten         | Engelhartstetten         |

Die Lokalbahn Siebenbrunn–Engelhartstetten war eine eingleisige, nicht elektrifizierte Nebenbahn in Niederösterreich, die vom Bahnhof Siebenbrunn-Leopoldsdorf an der Marchegger Ostbahn ausgehend durch das südliche Marchfeld nach Engelhartstetten und nach Orth an der Donau führte. Die Strecke wurde 1909 eröffnet. Die letzten Züge verkehrten im Jahr 2003. Seit 2019 werden Teile der Trasse als Geh- und Radweg genutzt.

## Geschichte

### Entstehung

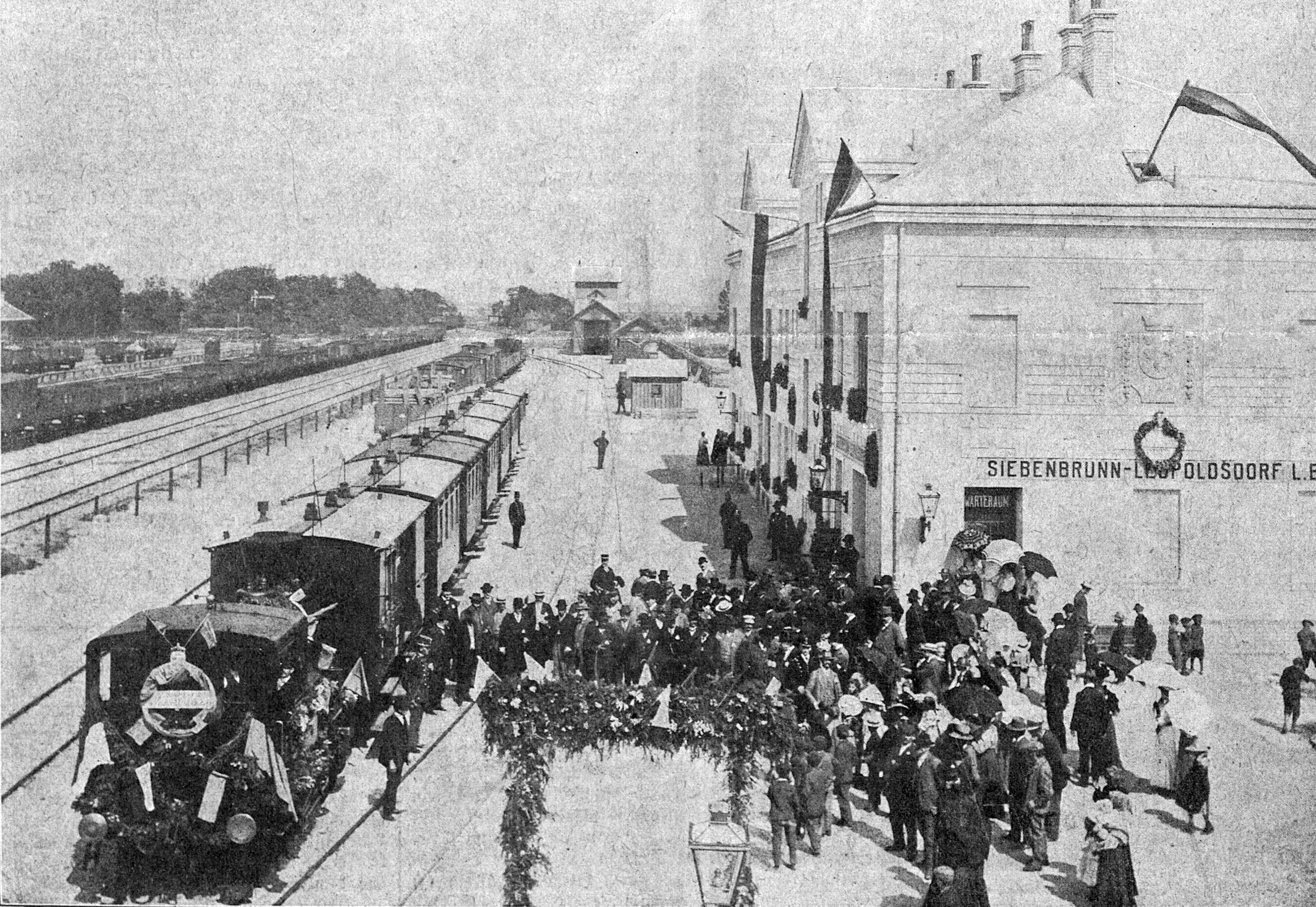
Eröffnungszug im Bahnhof Siebenbrunn-Leopoldsdorf L.B. (1909)

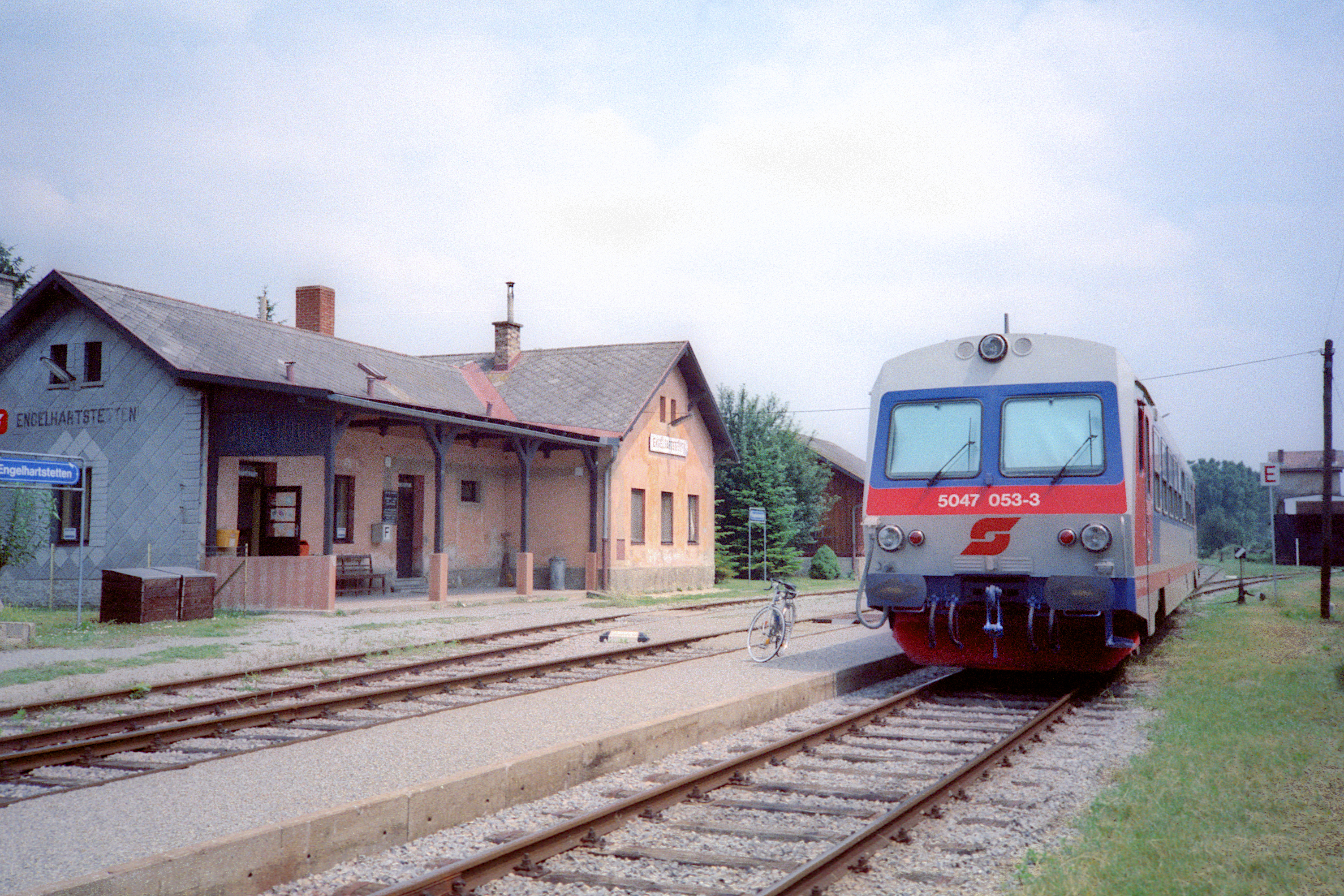
5047 053 im Bahnhof Engelhartstetten (1992)

Das Marchfeld zählte zur Kornkammer der Monarchie. Naturprodukte jeder Art wurden hier produziert. 1902 wurde zudem die Zuckerfabrik Leopoldsdorf eröffnet. Um die Transporte bewältigen zu können, wurde im April 1902 der Bau einer normalspurigen Lokalbahn vom Niederösterreichischen Landtag beschlossen; die zugunsten der Aktiengesellschaft Lokalbahn Siebenbrunn-Leopoldsdorf–Engelhartstetten–Orth für Bau und Betrieb ausgestellte Konzession wurde am 27. Juni 1908 beurkundet.
Der am 25. November 1908 genehmigte provisorische Lokomotivbetrieb wurde am 16. Dezember 1908 zwischen Siebenbrunn-Leopoldsdorf und Engelhartstetten aufgenommen; die technisch-polizeiliche Prüfung, verbunden mit der Erprobung der Brückenkonstruktionen, erfolgte am 18. Juni 1909. Am 28. Juni 1909 wurde die Strecke mit einer Besichtigungsfahrt feierlich eröffnet, am 30. des Monats dem allgemeinen Verkehr übergeben.

### Betrieb
Der Betrieb wurde anfangs von den Niederösterreichischen Landesbahnen (NÖLB) mit den Krauss-Dampflokomotiven 1.07 (6059/1908) & 1.08 (6060/1908) abgewickelt. Am 1. Jänner 1922 wurden alle Bahnstrecken der NÖLB, aufgrund finanzieller Schwierigkeiten, von den Bundesbahnen Österreichs übernommen.
In den 1950er und 1960er Jahren wurde auf der Strecke nach Engelhartstetten der Triebwagen 5029.01 eingesetzt, später häufig die Baureihen 5042, 5044 und 5144, in den letzten Jahren vor der Einstellung wurde der Personenverkehr mit Triebwägen der Baureihe 5047 geführt.
Auf dem Streckenabschnitt nach Orth an der Donau wurde jahrelang die Reihe 2050 für den Fahrverschub eingesetzt. In den 1990er Jahren übernahm die Reihe 2068 die Leistungen. In den letzten Betriebswochen im Jahr 1998 wurden die Züge mit der Reihe 2048 bespannt.

### Einstellung
Am 1. Jänner 1937 wurde der Personenverkehr auf der Zweigstrecke von Breitstetten nach Orth eingestellt, Güterwagen wurden bei Bedarf weiterhin zum Bahnhof Orth zugestellt, es wurde aber kein Stückguttransport mehr durchgeführt. Im Dezember 1998 wurde der Verkehr nach Orth gänzlich eingestellt.
Bis 31. Dezember 2002 verkehrten auf der Strecke Siebenbrunn–Engelhartstetten Personen- und Güterzüge. Im Oktober 2003 wurden noch Zuckerrübentransporte durchgeführt, eine Sonderfahrt des Verbandes der Eisenbahnfreunde mit dem Museums-Dieseltriebwagen 5041.03 am 19. Oktober 2003 war die letzte Gelegenheit für die Öffentlichkeit, die Strecke zu bereisen.
Zum Jahreswechsel 2010/2011 wurden die Bahnstrecken von den Bundesbahnen an das Land Niederösterreich übergeben. Nach der formalen Einstellung und der Entfernung der Gleise wurden auf zwei Teilstrecken Geh- und Radwege errichtet. Am 25. Mai 2019 fand die Eröffnung des Abschnitts Kopfstetten–Loimersdorf–Engelhartstetten statt. Eine Woche später, am 2. Juni 2019, wurde auch der Abschnitt Leopoldsdorf–Breitstetten–Orth eröffnet.

### Nicht umgesetzte Ausbaupläne
Bereits beim Bau gab es den Plan, die Strecke von Orth an Donau über Mannsdorf, Probstdorf, Wittau und Oberhausen nach Groß Enzersdorf zu verlängern und damit einen Anschluss an die damals existierende Dampftramwaylinie Floridsdorf-Groß Enzersdorf herzustellen. Weiters plante das Land Niederösterreich den Bau einer Lokalbahn von Siebenbrunn nach Gänserndorf, wodurch die Niederösterreichische Landesbahn die von ihr betriebenen Strecken im südlichen Marchfeld und im zentralen Weinviertel verbinden wollte. Planung und Finanzierung wurden bis 1914 vorangetrieben. Nach dem Ersten Weltkrieg wurden diese Projekte nicht weiter verfolgt.

### Historisches Ereignis

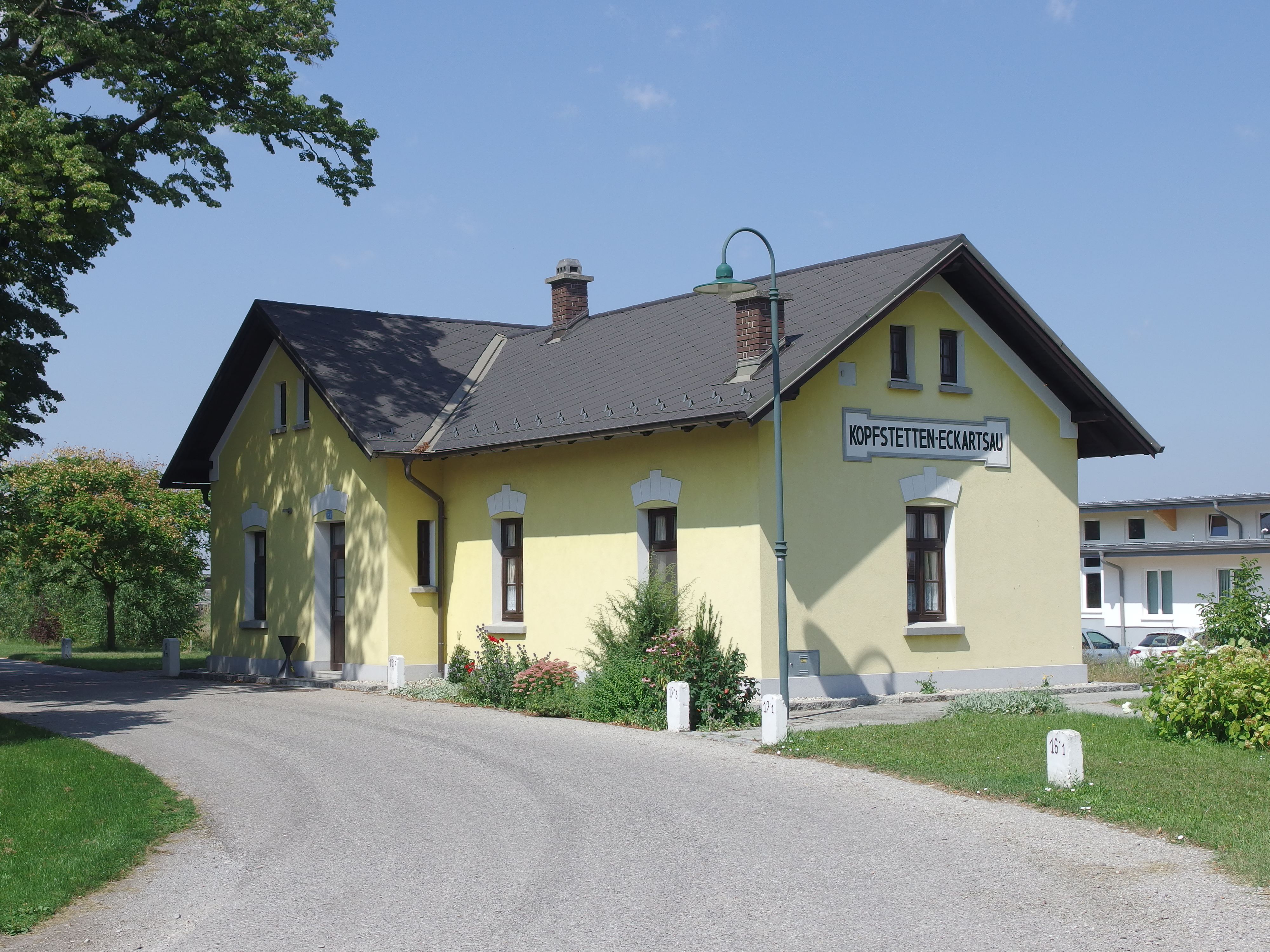
Das ehemalige Bahnhofsgebäude von Kopfstetten-Eckartsau wurde vom neuen Besitzer restauriert (2016).

Am 23. März 1919 trat der abgesetzte letzte österreichische Kaiser Karl von der Station Kopfstetten-Eckartsau die Reise ins Exil in die Schweiz an. Die Fahrt erfolgte im ehemaligen kaiserlichen Hofzug. Der Sonderzug bestand aus 8 Waggons, davon 3 Salonwagen, ein Küchenwagen und ein Gepäckwagen und wurde von britischen Soldaten geschützt.

## Streckenverlauf
Die Strecke nach Engelhartstetten beginnt im Bahnhof Siebenbrunn bei km 0,098. Nach kurzer Strecke zweigt die Lokalbahn von der Marchegger Ostbahn links in Richtung Südosten ab. Dann folgt die Ortschaft Leopoldsdorf, wo zusätzlich zur Haltestelle ab 1902 ein Anschluss an die Zuckerfabrik bestand. Nach einer geraden Strecke folgt der Bahnhof Breitstetten, nach dem Bahnhof zweigt die Lokalbahn nach Orth an der Donau ab. Es folgt eine kurze gerade Strecke, dann nach einer Linkskurve kommt die Haltestelle Straudorf. Nach ebenso kurzer Strecke folgt die Haltestelle Haringsee, gefolgt nach einer kurzen, geraden Strecke von der Haltestelle Kopfstetten-Eckartsau, die in einer Kurve liegt. Danach kommt man zur vorletzten Haltestelle der heute aufgelassenen Strecke, zur Haltestelle Loimersdorf. Nach insgesamt 22,324 km von Siebenbrunn-Leopoldsdorf aus kommt man zum ehemaligen Endpunkt der Strecke Engelhartstetten.